# 長野県道227号市田停車場上市田線
長野県道227号市田停車場上市田線（ながのけんどう227ごう いちだていしゃじょうかみいちだせん）は、長野県下伊那郡高森町大字下市田の飯田線市田駅を出発し、国道153号交点を通過し、同町大字上市田の長野県道15号飯島飯田線交点に至る一般県道。

## 概要

### 路線データ
- 起点：下伊那郡高森町大字下市田（飯田線市田駅）
- 終点：下伊那郡高森町大字上市田（上市田交差点、長野県道15号飯島飯田線交点）

## 交差する道路
- 長野県道228号市田停車場線（起点）
- 国道153号（出砂原交差点）
- 伊那南部広域農道（上市田東交差点）
- 長野県道15号飯島飯田線（終点）